# 2001년 대한민국의 영화
다음은 2001년에 대한민국의 영화에 관한 서술한다.

## 흥행 주요 기록
흥행 당시에 1위 〈친구〉가 관객수 전국 818만명을 넘었다. 앞서 2위 〈조폭마누라〉(525만명), 3위 〈엽기적인 그녀〉(487만명), 4위 〈신라의 달밤〉 (435만명), 5위 〈달마야 놀자〉 (376만명), 6위 〈두사부일체〉 (350만명), 7위 〈킬러들의 수다〉 (223만명), 8위 〈무사〉 (201만명), 9위 〈화산고〉 (170만명), 10위 〈번지점프를 하다〉 (50만명) 등은 흥행이 차지하였다.

## 이벤트 및 수상
- 제37회 백상예술대상
- 제5회 부천국제판타스틱영화제
- 제6회 부산국제영화제
- 제38회 대종상 영화제
- 제21회 한국영화평론가협회상
- 제22회 청룡영화상
- 제24회 황금촬영상
- 송년호 발행 : 씨네21 영화상

## 같이 보기
- 2001년 영화
- 대한민국의 영화